# Falcatifolium
Falcatifolium ist eine Pflanzengattung in der Familie der Steineibengewächse (Podocarpaceae). Das natürliche Verbreitungsgebiet der fünf oder sechs Arten liegt auf einigen Inseln, die beispielsweise zu Indonesien, den Molukken, den Philippinen gehören und auf Borneo sowie auf Neukaledonien.

## Beschreibung

### Vegetative Merkmale
Falcatifolium-Arten sind immergrüne Sträucher oder Bäume. Sowohl die Rinde als auch die Blätter enthalten Harz. Die Borke ist dünn, faserig, zeigt verstreute Korkporen und kann abblättern. Die Verzweigung in monopodialen Bäumen erfolgt in Scheinwirteln und ist bei Sträuchern unregelmäßig. Belaubte Zweige enden in lockeren Knospen, die durch schmal dreieckige Schuppenblätter gebildet werden.
Das Holz ist weich, leicht, duftend und hellbraun und zeigt nur geringe Unterschiede zwischen Kern- und Splintholz. Es ist fein und gleichmäßig gemasert, Wachstumsringe sind nur undeutlich ausgebildet. Harzkanäle fehlen, jedoch werden einzelne Harzzellen gebildet.
Die Blätter sind zweigestaltig, es werden Schuppenblätter und Laubblätter unterschieden. Die Schuppenblätter wachsen mehr oder weniger angedrückt an Haupttrieben und zapfentragenden Trieben. Die Laubblätter wachsen mehr oder weniger zweireihig angeordnet, sie sind zweiseitig seitlich abgeflacht, haben also eine linke und rechte Seite, und schief lanzettlich-sichelförmig. Die Blätter sind einnervig, deutlich größer als die Schuppenblätter, jedoch sehr unterschiedlich in der Größe. Sie bilden auf beiden Blattseiten Spaltöffnungen.

### Generative Merkmale
Falcatifolium-Arten sind zweihäusig getrenntgeschlechtig (diözisch).
Die Pollenzapfen sind zylindrisch bis kätzchenförmig. Sie wachsen meist einzeln seltener in Gruppen, achselständig an schuppigen Stielen. Die Mikrosporophylle sind klein, dreieckig oder zugespitzt und zeigen zwei rundliche Pollensäcke, die mit zwei Luftkammern versehene Pollen enthalten.
Die Samenzapfen wachsen einzeln, seitenständig oder seltener endständig auf beschuppten Stielen. Die Samenzapfen bestehen aus acht bis zwölf spiralig angeordneten Deckschuppen, die anschwellen, fleischig werden und sich rot färben und zusammen mit der Zapfenachse ein unregelmäßig geformtes „Podocarpium“ bilden. Nahe der Spitze des Podocarpiums wächst eine fertile Samenschuppe, welche auf der adaxialen Seite die einzelne Samenanlage trägt. Die flügellosen Samen sind eiförmig, jedoch mehr oder weniger abgeflacht und zeigen zwei seitliche Grate. Sie stehen aufgerichtet schief zur Achse des Podocarpium und sind an der Basis vom angeschwollenen Epimatium, das aus einem oder zwei angeschwollenen Samenschuppen gebildet wird, umgeben.
Die Chromosomengrundzahl beträgt x = 10.

## Systematik und Verbreitung

### Taxonomie
Die Gattung Falcatifolium wurde 1969 durch David John de Laubenfels in Journal of the Arnold Arboretum, Volume 50, Seite 308 aufgestellt. Typusart ist Falcatifolium falciforme (Parl.) de Laub.

### Äußere Systematik
Die Gattung Falcatifolium gehört zur Familie Podocarpaceae innerhalb der Ordnung Coniferales. Arten, die zuvor den Harzeiben (Dacrydium) zugeordnet waren, wurden in die neue Gattung Falcatifolium gestellt. Die Arten der Gattung  Falcatifolium unterscheiden sich von denen der Gattung Dacrydium durch die Position der Zapfen, die Form des Epimatiums und die unterschiedliche Form der Blätter. Genetische Untersuchungen zeigen jedoch, dass die Arten der Gattungen Falcatifolium und Dacrydium nah miteinander verwandt sind, näher als die später von den Harzeiben abgetrennten Gattungen Halocarpus, Lagarostrobos, Lepidothamnus und Manoao.

### Arten und ihre Verbreitung
Das Verbreitungsgebiet der Falcatifolium-Arten liegt in Melanesien, auf Borneo, Sulawesi, den Philippinen, auf den Molukken, in Neuguinea und auf Neukaledonien.
Die Arten der Gattung Falcatifolium sind untereinander eng verwandt, sie unterscheiden sich vor allem durch die Größe und die Form der Laubblätter. Aljos Farjon 2010 unterscheidet folgende sechs Arten:
- Falcatifolium angustum de Laub. bildet Sträucher oder bis zu 20 Meter hohe Bäume. Die Blätter junger Exemplare sind schmal lineal-lanzettlich, bis zu 7 Zentimeter lang und 1,2 bis 1,5 Zentimeter breit, Blätter ausgewachsener Bäume sind meist länger als 1 Zentimeter.[2] Die Art ist stark gefährdet.[5] Sie wurde 1969 erstbeschrieben. Es sind nur zwei Fundorte an der Küste Sarawaks bekannt.[1]
- Falcatifolium falciforme (Parl.) de Laub. bildet Sträucher oder bis zu über 20 Meter hohe Bäume. Die Blätter junger Exemplare sind sichelförmig gebogen oder linealisch-sichelförmig, 10 bis 12 Zentimeter lang und 10 bis 12 Millimeter breit. Die Blätter ausgewachsener Sträucher oder Bäume sind 3 sichelförmig oder S-förmig gebogen, ab 1,5 meist 2 bis 9 Millimeter breit, zugespitzt oder stechend. Das Podocarpium ist bei Reife kürzer als 12 Millimeter und hat einen geringeren Durchmesser als 6 Millimeter.[2] Die Art ist potentiell gefährdet.[6] Sie kommt auf der Insel Lingga und in Borneo vor.[1]
- Falcatifolium gruezoi de Laub. bildet Sträucher oder bis zu über 20 Meter hohe Bäume. Die Blätter sind beim Austrieb rosafarben bis purpurn. Die Blätter junger Exemplare sind sichelförmig oder linealisch-sichelförmig und mit bis zu 7,5 Zentimeter, und deutlich länger als die etwa 4 Zentimeter langen Blätter ausgewachsener Exemplare, die meist zumindest nahe der Basis sichelförmig und nur selten S-förmig gebogen sind. Die Pollenzapfen sind 5 bis 6 Zentimeter lang.[2] Die Art ist potentiell gefährdet.[7] Sie kommt von den Philippinen (nur in Luzon: Tayabas, Nueva Ecija; Mindoro; Panay; Mindanao: Davao, Surigao), auf Celebes nur in Manado (Poso, Gorontalo, Palu) und auf der zu den Molukken gehörenden Insel Obi vor.[1]
- Falcatifolium papuanum de Laub. bildet Sträucher oder bis zu über 20 Meter hohe Bäume. Die Blätter sind beim Austrieb weißlich grün bis gelblich grün oder glauk. Die Blätter junger Exemplare sind sichelförmig oder linealisch-sichelförmig, und nur etwas größer als die etwa 3 Zentimeter langen Blätter ausgewachsener Exemplare, die meist zumindest nahe der Basis sichelförmig und nur selten S-förmig gebogen sind. Die Pollenzapfen sind 0,5 bis 1,3 Zentimeter lang.[2] Die Art ist nicht gefährdet.[8] Sie gedeiht in feuchten Bergwäldern in Höhenlagen von 1500 bis 2400 Metern in Neuguinea.[1]
- Falcatifolium sleumeri de Laub. & Silba bildet niedrige Sträucher. Ausgewachsene Sträucher haben 0,6 bis 1 Zentimeter lange und 1,8 bis 2 Millimeter breite Blätter. Die Art ist nur von einem Standort in Neuguinea bekannt[2] und gilt als potentiell gefährdet.[9] Dieser Endemit kommt nur auf Mt. Nettoti auf der Halbinsel Vogelkop in Irian Jaya im westlichen Neuguinea vor.[9] 19961 wurde von einem sterilen Exemplar ein Herbarbeleg gesammelt, das die Grundlage der Erstbeschreibung von 1988 ist. Es wurde kein weiteres Material gesammelt das nicht Falcatifolium papuanum gehört, da auch dieses einzige Herbarmaterial zu Falcatifolium papuanum passt, wird angenommen, das Falcatifolium sleumeri ein Synonym von Falcatifolium papuanum ist.[1]
- Falcatifolium taxoides (Brongn. & Gris) de Laub. bildet Sträucher oder bis zu 22 Meter hohe Bäume. Die Blätter junger Exemplare sind beinahe linealisch, 1 bis 2 Zentimeter lang und etwa 1,5 Zentimeter breit. Die Blätter ausgewachsener Bäume sind 3 bis 6 Millimeter breit und haben eine stumpfe, seltener eine zugespitzte Spitze. Das Podocarpium ist bei Reife 20 Millimeter lang und hat einen Durchmesser von 8 Millimeter.[2] Die Art ist nicht gefährdet.[10] Sie gedeiht in Höhenlagen von meist 800 bis 1200 (0 bis 1400) Metern in Neukaledonien vor.[1]

James Eckenwalder sieht 2009 Falcatifolium sleumeri nur als Synonym für Falcatifolium papuanum. Er gibt für die restlichen fünf Arten folgende Unterscheidungsmerkmale an, wobei das Podocarpium nur zur Unterscheidung von Falcatifolium papuanum und Falcatifolium taxoides ausschlaggebend und für zwei Arten nicht bekannt ist.
- Falcatifolium angustum: Die Blätter sind 2 bis 4 Zentimeter lang und bis zu 2,5 Millimeter breit, die Pollenzapfen sind kürzer als 1,5 Zentimeter, das Podocarpium ist nicht bekannt.
- Falcatifolium falciforme: Die Blätter sind zumindest 4 Zentimeter lang und zumindest 6 Millimeter breit, die Pollenzapfen sind 2,5 Zentimeter lang oder länger, das Podocarpium ist 3,5 bis 5,5 Millimeter lang.
- Falcatifolium gruezoi: Die Blätter sind 2 bis 4 Zentimeter lang und bis zu 2,5 Millimeter breit, die Pollenzapfen sind kürzer als 1,5 Zentimeter, das Podocarpium ist nicht bekannt.
- Falcatifolium papuanum: Die Blätter sind bis zu 2 Zentimeter lang und 2,5 bis 4 Millimeter breit, die Pollenzapfen sind kürzer als 1,5 Zentimeter und das Podocarpium ist länger als 5,5 Millimeter.
- Falcatifolium taxoides: Die Blätter sind bis zu 2 Zentimeter lang und 2,5 bis 4 Millimeter breit, die Pollenzapfen sind 1,5 bis 2,5 Zentimeter lang und das Podocarpium ist 3,5 bis 5,5 Millimeter lang.

## Fossile Funde
Es gibt nur wenige fossile Funde, Funde aus dem Eozän Südostaustraliens weisen ein Alter von etwa 45 Millionen Jahren auf. Die Abspaltung von den anderen Gattungen muss also schon davor erfolgt sein. Aus dem Eozän und dem jüngeren Oligozän Tasmaniens kennt man Funde mit ähnlicher Blattform jedoch anderer Oberflächenstruktur, die einer eigenen Gattung Sigmaphyllum zugeordnet werden.

## Verwendung
Die Arten der Gattung werden kaum kultiviert, und es gibt auch keine bekannten Kultivare. Das Holz von Falcatifolium falciforme und Falcatifolium papuanum wird zusammen mit dem Holz anderer Vertreter der Steineibengewächse wirtschaftlich genutzt.

## Weiterführende Literatur
- Aljos Farjon, Denis Filer: An Atlas of the World's Conifers: An Analysis of their Distribution, Biogeography, Diversity and Conservation Status. Brill, 2013, ISBN 978-90-04-21181-0 (524 S., Falcatifolium auf S. 320–322 in der Google-Buchsuche).

- Karte mit allen verlinkten Seiten:
- OSM |
- WikiMap